# Julian Talko-Hryncewicz
Julian Talko-Hryncewicz ou Julijonas Talko-Grincevičius, né le 12 août 1850 à Rukszany (Rukszanach) près de Kowno en Lituanie et mort le 26 avril 1936 à Cracovie, est un médecin et anthropologue polonais.

## Biographie
Il fait ses études de médecine à l'université de Kiev où il obtient son diplôme en 1876. Médecin à Zvenyhorodka en Ukraine, il part pour la Sibérie où il obtient le poste de médecin régional à Kiakhta. Il séjourne en Asie de 1892 à 1908 puis revient en Pologne où il devient professeur d'anthropologie à l'université Jagellonne de Cracovie.

## Travaux
- Essai sur la médecine populaire en Russie méridionale (1893).
- Descriptions des caractéristiques physiques des anciens slaves de l'Est (1910).
- L'Homme de nos régions (1913).
- Il a publié ses mémoires en 1930 sous le titre : « Souvenirs des jours vécus »